# Phidippus maddisoni
Phidippus maddisoni là một loài nhện trong họ Salticidae.
Loài này thuộc chi Phidippus. Phidippus maddisoni được Edwards miêu tả năm 2004.